# Ål
Ål este o comună din provincia Buskerud, Norvegia.